# マルコ・モンテリーゾ
マルコ・モンテリーゾ（Marco Monteriso、1979年7月1日 - ）は、イタリア出身の騎手である。身長170cm、体重52.5kg（2006年11月23日）。

## 来歴
父親が調教師をしており、10歳の頃から乗馬を始める。2000年にイタリアの騎手免許を取得。2004年にフランスのイスパーン賞を最低人気馬で勝利するなどの活躍をみせ、961戦151勝でイタリアのリーディング1位（リーディングジョッキー）に輝いた。2005年はイタリアダービー（デルビーイタリアーノ）などを制し、イタリアリーディング7位の560戦99勝。

### 来日歴
2006年、1月5日から2月26日までの日本中央競馬会（JRA）短期免許を取得し初来日（身元引受は角居勝彦と谷水雄三）。1月8日京都第2競走をボストンクーラーで勝利してJRA初勝利をあげる。同月9日のシンザン記念ではグロリアスウィークに騎乗して2着に入った。同年暮れ、11月25日から12月24日までの短期免許を取得して再来日（身元引受は石坂正と松岡隆雄）。2007年1月にも短期免許を取得した（1月6日から3月5日まで。身元引受は前回と同じ）が、1月7日の京都第5競走騎乗後に腰痛（椎間板ヘルニア再発の疑い）のため騎乗をキャンセルし、そのまま療養のため帰国した（短期免許は1月8日付で取消）。

## 主な騎乗馬
- Prince Kirk/プリンスカーク（2004年イスパーン賞）[4]
- De Sica/デシーカ（2005年デルビーイタリアーノ）[1]
- Gentlewave/ジェントルウェイヴ（2006年デルビーイタリアーノ）[1]